# Patinatge de velocitat als Jocs Olímpics d'Hivern de 1928 - 500 metres
Als Jocs Olímpics d'Hivern de 1928 celebrats a Sankt Moritz (Suïssa) es realitzà una prova de patinatge de velocitat sobre gel en una distància de 500 metres que formà part del programa oficial de patinatge de velocitat als Jocs Olímpics d'hivern de 1928.
La prova es disputà el dia 13 de febrer de 1924 a les instal·lacions de Sankt Moritz.

## Comitès participants
Hi participaren un total de 33 patinadors de 14 comitès nacionals diferents.
| - Alemanya (2) - Àustria (3) - Canadà (3) - Estats Units (4) - Estònia (2) - Finlàndia (4) - França (2) |  | - Hongria (1) - Letònia (1) - Lituània (1) - Noruega (4) - Països Baixos (2) - Regne Unit (3) - Suècia (1) |

## Resum de medalles
| Or                          | Argent        | Bronze        |
| Bernt Evensen Clas Thunberg | No es concedí | John Farrell  |
| Bernt Evensen Clas Thunberg | No es concedí | Jaakko Friman |
| Bernt Evensen Clas Thunberg | No es concedí | Roald Larsen  |

## Resultats
| Lloc | Patinador              | Temps |
| ---- | ---------------------- | ----- |
| 1    | Bernt Evensen          | 43.4  |
| 1    | Clas Thunberg          | 43.4  |
| 3    | John Farrell           | 43.6  |
| 3    | Jaakko Friman          | 43.6  |
| 3    | Roald Larsen           | 43.6  |
| 6    | Haakon Pedersen        | 43.8  |
| 7    | Charles Gorman         | 43.9  |
| 8    | Bertel Backman         | 44.4  |
| 9    | Oskar Olsen            | 44.7  |
| 10   | Eddie Murphy           | 44.9  |
| 11   | Toivo Ovaska           | 45.2  |
| 11   | Willy Logan            | 45.2  |
| 11   | Irving Jaffee          | 45.2  |
| 14   | Ross Robinson          | 45.9  |
| 15   | Christfried Burmeister | 46.2  |
| 16   | Alberts Rumba          | 46.3  |
| 17   | Valentine Bialas       | 46.5  |
| 18   | Fritz Moser            | 46.7  |
| 19   | Zoltán Eötvös          | 46.8  |
| 20   | Fritz Jungblut         | 47.2  |
| 21   | Otto Polacsek          | 47.5  |
| 22   | Aleksander Mitt        | 47.7  |
| 23   | Gustaf Andersson       | 47.9  |
| 24   | Erhard Mayke           | 49.1  |
| 24   | Rudolf Riedl           | 49.1  |
| 26   | Léonhard Quaglia       | 49.5  |
| 27   | Siem Heiden            | 49.9  |
| 28   | Charles Thaon          | 50.1  |
| 28   | Kęstutis Bulota        | 50.1  |
| 30   | Frederick Dix          | 53.4  |
| 31   | Leonard Stewart        | 54.8  |
| 32   | Cyril Horn             | 54.9  |
| 33   | Wim Kos                | 56.2  |